# Horst Homann
Horst Homann (* 29. April 1934 in Breslau; † 2. Oktober 2002 in Haan) war ein deutscher Politiker (CDU). Er war von 1967 bis 1970 Abgeordneter im Landtag von Rheinland-Pfalz.

## Leben
Homann wuchs in Schlesien auf und kam 1945 als Heimatvertriebener nach Westdeutschland. Er besuchte die Volksschule und absolvierte im Anschluss eine Lehre im Handwerk, die er mit der Gesellenprüfung abschloss. Von 1954 bis 1960 ließ er sich zum Diakon ausbilden, übernahm dann leitende Aufgaben in einer Alten- und Pflegeeinrichtung der Diakonie und wurde 1962 Gemeindediakon in Ehrang. Daneben betätigte er sich im Nebenamt als Religionslehrer an der Europäischen Stiftung in Luxemburg.
Homann war Mitglied im Kreisvorstand der Jungen Union Trier und Mitglied im Bezirksvorstand der CDU Trier. Als Mitglied des Landesjugendwohlfahrtsausschusses, des Evangelischen Arbeitskreises und des Kreisjugendrings betätigte er sich in der Evangelischen Jugendarbeit.
Bei der Landtagswahl 1967 wurde er als Abgeordneter in den Landtag von Rheinland-Pfalz gewählt, wo er dem Petitionsausschuss und dem Sozialpolitischen Ausschuss angehörte. Ende Mai 1970 legte er das Landtagsmandat nieder. Für ihn rückte Robert Zingen ins Parlament nach.